# Штадтфельд, Бенедикт
Карл Бенедикт Штадтфельд (нем. Carl Benedict Stadtfeld; 10 мая 1788, Прюм — 8 ноября 1878, Висбаден) — немецкий военный дирижёр и композитор. Отец Александра Штадтфельда.
Сын пекаря. В 1808 году поступил на военную службу в армию Наполеона, поскольку область вокруг его родного города была в 1794 году аннексирована Францией. В 1809 году получил место в военном оркестре. С 1813 года на службе в военном оркестре Герцогства Нассау, первоначально как гобоист. С 1823 года дирижёр в оркестре второго пехотного полка в Висбадене. Одновременно на протяжении нескольких десятилетий дирижировал курортным оркестром. Автор многочисленных маршей, вальсов, полек, галопов, кадрилей и т. п. В 1863 году вышел на пенсию и был заменён во главе оркестра Белой Келером.
Одна из версий приписывает Штадтфельду авторство так называемого Петербургского марша (нем. Marsch aus Petersburg), используемого немецкими военными в качестве походного начиная с 1830-х гг.; по другой версии музыку этого марша сочинил шведский военный музыкант на русской службе Эрик Эриксон.